# Clive Puzey
Clive Puzey, född 11 juli 1941 i Bulawayo i dåvarande Sydrhodesia, är en zimbabwisk racerförare.

## Racingkarriär
Puzey deltog i Rands Grand Prix i Sydafrika i en privat Lotus-Climax utanför formel 1-VM säsongerna 1963, 1964 och 1965 och slutade då som bäst sjua. Han försökte kvalificera sig till Sydafrikas Grand Prix 1965, men gick inte vidare från förkvalificeringen. Han slutade sjua i Sydafrika 1966, men det loppet ingick inte i mästerskapet. 

## F1-karriär
| Säsong | Stall/Tillverkare          | Poäng | Placering |
| ------ | -------------------------- | ----- | --------- |
| 1965   | Clive Puzey (Lotus-Climax) | 0     | –         |